# Pogonocherus arizonicus
Pogonocherus arizonicus là một loài bọ cánh cứng trong họ Cerambycidae.